# Pokolj u Mokronogama
Pokolj u Mokronogama bio je ratni zločin koji su počinila dva vojnika HVO-a 10. kolovoza 1993. u Mokronogama (Bosna i Hercegovina) kada su strijeljali devetero bošnjačkih civila tijekom Bošnjačko-hrvatskog sukoba.
1999., odlukom predsjednika Sudskog vijeća Županijskog suda Ranka Marijana, za taj je zločin u Mokronogama, selu kod Tomislavgrada u BiH, prvooptuženi Ivan Baković osuđen je u odsutnosti na 15 godina zatvora, dok su drugooptuženi Albert Topić i trećeoptuženi Petar Majić u nedostatku dokaza oslobođeni optužbe. U obrazloženju se navodi da je Ivan Baković kriv jer je u selu Mokronoge, zajedno s bar još jednom nepoznatom osobom, a prema prethodnom dogovoru, došao do kuće obitelji Bešlaga, naoružan automatskom puškom i mitraljezom, u maskiranoj uniformi. Kad su im ukućani otvorili vrata, Baković je ušao u kuću i usmjerio oružje prema Huseinu, Emiru, Subhi, Emiri i Diki Bešlaga, Ibrahimu Muharemu i Mustafi Tiro, te Simhi Djuliman, naredivši im da izađu iz kuće. S pomagačem i pod prijetnjom oružja, odveli su ih do šume udaljene 500 metara, te im naredili da legnu licem okrenutim prema zemlji. Zatim su iz neposredne blizine ispalili u njih iz automatske puške najmanje 33 hica, a iz mitraljeza 51 hitac, i svih devetero ljudi je ubijeno.
Nakon što je Baković uhićen, također je bio na suđenju u sudu u Livnu u BiH gdje je ponovno proglašen krivim. 2004. otišao je u zatvor gdje je preminuo 2010.

## Poveznice
- Rat u Bosni i Hercegovini